# The Boys (album)
Pour les articles homonymes, voir The Boys.
Albums de Girls' Generation
Girls' Generation
(2011) Girls' Generation II ~Girls&Peace~
(2012)
Singles
1. The Boys
Sortie : 19 octobre 2011

The Boys est le troisième album studio coréen du girl group sud-coréen Girls' Generation. L'album sort le 19 octobre 2011 en Corée du Sud. Une réédition de l'album, MR. TAXI sort le 9 décembre 2011. L'album se vend à 6 494 exemplaires la première semaine et reste classé 10 semaines pour un total de 100 037 exemplaires vendus durant cette période.
The Boys est le premier album studio du groupe sud-coréen Girls' Generation qui sort aux États-Unis et en France. L'album est sorti le 17 janvier 2012 aux États-Unis puis le 13 février 2012 en France où elles ont fait leur première apparition à la télévision française lors de l'émission Le Grand Journal sur Canal+ et où elles ont interprété la chanson titre The Boys. Il contient quatre remix de The Boys en plus de la version coréenne d'origine. 

## Liste des titres
| 1.    | The Boys                                           | Yoo Youngjin | Teddy Riley, Taesung Kim, DOM, Richard Garcia                       | 3:48 |
| 2.    | 텔레파시 (Telepathy)                               | Kim Boomin   | Hitchhiker                                                          | 3:45 |
| 3.    | Say Yes                                            | Kim Younghoo | Kim Younghoo                                                        | 3:46 |
| 4.    | Trick                                              | Jo Yoonkyung | Martin Hansen                                                       | 3:15 |
| 5.    | 봄날 (How Great Is Your Love)                      | Sooyoung     | Jean T. Na                                                          | 3:54 |
| 6.    | My J                                               | Hwang Sungje | Hwang Sungje                                                        | 3:53 |
| 7.    | Oscar                                              | Kim Jungbae  | Kenzie                                                              | 3:23 |
| 8.    | Top Secret                                         | Hong Jiyu    | Peter Wennerberg, Mathias Venge, Gabriella Jangfeldt, Sharon Vaughn | 2:59 |
| 9.    | Lazy Girl (Dolce Far Niente)                       | Kim Taeyoon  | Lucas Secon, Thomas Troelsen                                        | 3:05 |
| 10.   | 제자리걸음 (Sunflower)                             | Kim Boomin   | Hitchhiker                                                          | 3:50 |
| 11.   | 비타민 (Vitamin)                                   | Hwang Hyun   | Hwang Hyun                                                          | 3:10 |
| 12.   | Mr. Taxi (ver. coréenne)                           | STY          | STY, Scott Mann                                                     | 3:32 |
| 13.   | The Boys (ver. anglaise) ((Digital Ed. seulement)) | Yoo Youngjin | Teddy Riley, Taesung Kim, DOM, Richard Garcia                       | 3:46 |
| 39:39 |                                                    |              |                                                                     |      |

### Édition américaine
| 1.      | The Boys                                                       | Yoo Youngjin | Teddy Riley, Taesung Kim, DOM, Richard Garcia                       | 3:48 |
| 2.      | 텔레파시 (Telepathy)                                           | Kim Boomin   | Hitchhiker                                                          | 3:45 |
| 3.      | Say Yes                                                        | Kim Younghoo | Kim Younghoo                                                        | 3:46 |
| 4.      | Trick                                                          | Jo Yoonkyung | Martin Hansen                                                       | 3:15 |
| 5.      | 봄날 (How Great Is Your Love)                                  | Sooyoung     | Jean T. Na                                                          | 3:54 |
| 6.      | My J                                                           | Hwang Sungje | Hwang Sungje                                                        | 3:53 |
| 7.      | Oscar                                                          | Kim Jungbae  | Kenzie                                                              | 3:23 |
| 8.      | Top Secret                                                     | Hong Jiyu    | Peter Wennerberg, Mathias Venge, Gabriella Jangfeldt, Sharon Vaughn | 2:59 |
| 9.      | Lazy Girl (Dolce Far Niente)                                   | Kim Taeyeon  | Lucas Secon, Thomas Troelsen                                        | 3:05 |
| 10.     | 제자리걸음 (Sunflower)                                         | Kim Boomin   | Hitchhiker                                                          | 3:50 |
| 11.     | 비타민 (Vitamin)                                               | Hwang Hyun   | Hwang Hyun                                                          | 3:09 |
| 12.     | Mr. Taxi (ver. coréenne)                                       | STY          | STY, Scott Mann                                                     | 3:34 |
| 13.     | The Boys (ver. coréenne)                                       | Yoo Youngjin | Teddy Riley, Taesung Kim, DOM, Richard Garcia                       | 3:48 |
| 14.     | The Boys feat. Snoop Dogg (Clinton Sparks & Disco Fries Remix) | Yoo Youngjin | Teddy Riley, Taesung Kim, DOM, Richard Garcia                       | 4:18 |
| 15.     | The Boys "Bring Dem Boys" feat. Suzi                           | Yoo Youngjin | Teddy Riley, Taesung Kim, DOM, Richard Garcia                       | 3:38 |
| 16.     | The Boys "Bring The Boys Out" (David Anthony Remix)            | Yoo Youngjin | Teddy Riley, Taesung Kim, DOM, Richard Garcia                       | 4:26 |
| 17.     | The Boys "Bring The Boys" (Teddy Riley Remix)                  | Yoo Youngjin | Teddy Riley, Taesung Kim, DOM, Richard Garcia                       | 4:01 |
| 1:02:41 |                                                                |              |                                                                     |      |

## Classement

### Weekly charts
| Classement (2011)              | Meilleure position |
| ------------------------------ | ------------------ |
| Japanese Oricon Albums Chart   | 2                  |
| South Korean Gaon Albums Chart | 1                  |
| Taiwanese Albums (G-Music)     | 3                  |

| Classement (2012)                 | Meilleure position |
| --------------------------------- | ------------------ |
| French SNEP Albums Chart          | 130                |
| Spanish PROMUSICAE Albums Chart   | 64                 |
| U.S. Billboard World Albums       | 2                  |
| U.S. Billboard Heatseekers Albums | 17                 |

### Year-end charts
| Classement (2011)  | Position | Ventes  |
| ------------------ | -------- | ------- |
| Japan (Oricon)     | 95       | —       |
| South Korea (Gaon) | 1        | 385 348 |

| Classement (2012)  | Position | Ventes |
| ------------------ | -------- | ------ |
| South Korea (Gaon) | 33       | 52 863 |

## Historique de sortie
| Pays          | Édition                          | Sortie          | Label                                     | Format(s)     |
| ------------- | -------------------------------- | --------------- | ----------------------------------------- | ------------- |
| Corée du Sud  | The Boys                         | 19 octobre 2011 | SM Entertainment / KMP Holdings           | CD, Digital   |
| Philippines   | The Boys                         | 29 octobre 2011 | MCA Music                                 | CD            |
| Japon         | The Boys                         | 5 novembre 2011 | Nayutawave Records                        | CD            |
| Corée du Sud  | Mr. Taxi                         | 8 décembre 2011 | SM Entertainment / KMP Holdings           | CD, Digital   |
| États-Unis    | The Boys (Special Album)         | 17 janvier 2012 | SM Entertainment USA / Interscope Records | CD, Digital   |
| France Europe | The Boys (Special Album)         | 13 février 2012 | Polydor / Interscope Records              | CD, Digital   |
| Philippines   | The Boys & Mr. Taxi (PH Version) | 28 janvier 2012 | MCA Music                                 | CD + freesbie |